# Tàcit
|  | Aquest article tracta sobre l'historiador. Si cerqueu l'emperador, vegeu «Marc Claudi Tàcit». |

Publi o Gaius Corneli Tàcit (en llatí Publius o Caius Cornelius Tacitus) (56 - 120), va ser un historiador, senador, cònsol i governador romà.
Era nascut a Interamna. Fill de patricis, va rebre una acurada educació a Roma, i potser va ser deixeble de Quintilià. Auster i enginyós, es va casar amb la filla de Gneu Juli Agrícola, conquistador de Britànnia, pel que se suposa que pertanyia a una família rica.
Va exercir diverses magistratures en els períodes de Vespasià i Titus, i va ser pretor amb Domicià, en època del qual era també membre del col·legi sacerdotal (quindecimvir sacrorum) i en aquesta qualitat va dirigir els Jocs Seculars ordenats per l'emperador.

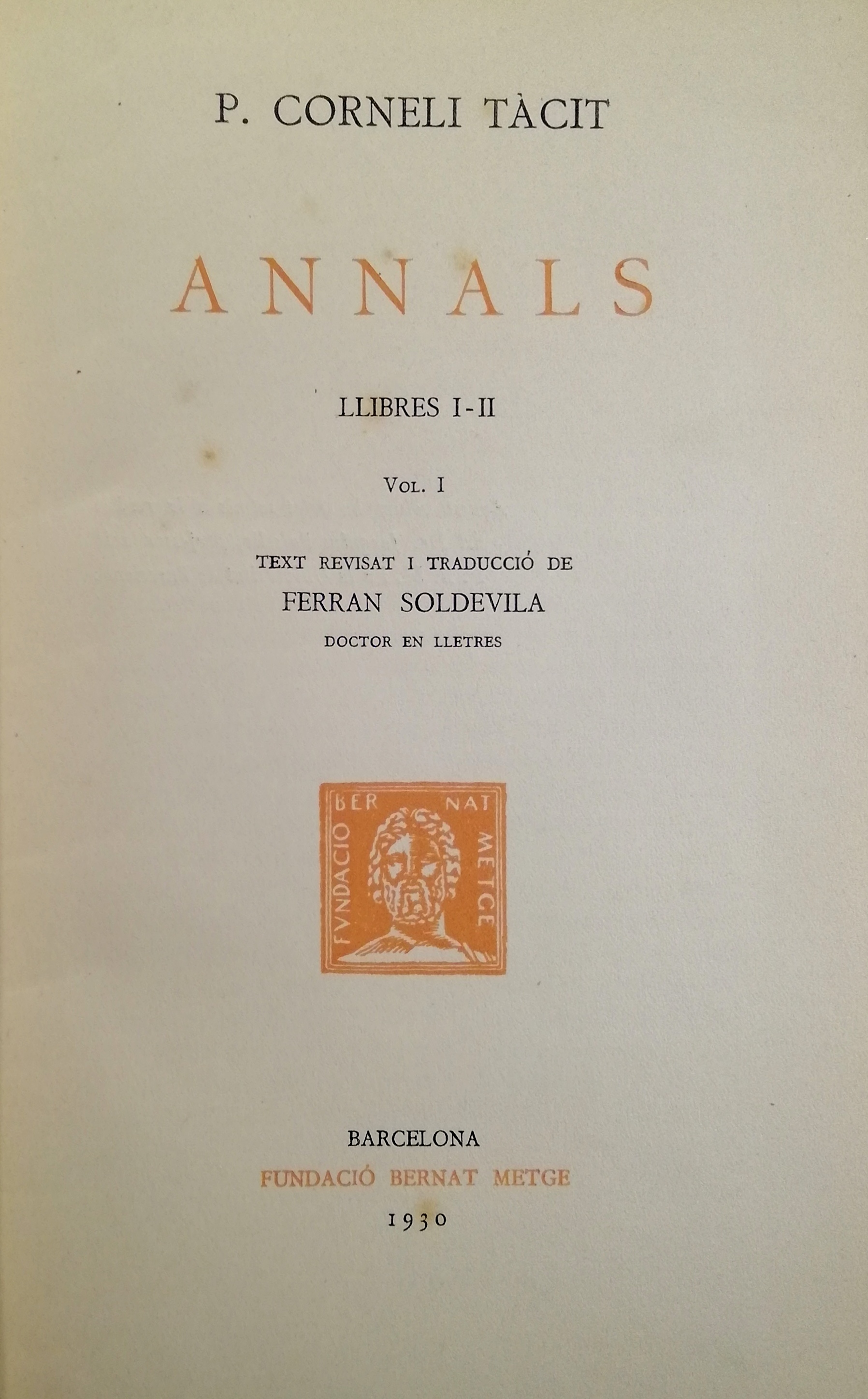
Annals de Tàcit, traducció llatí / català, en 115 pàgines dobles, publicada per la Fundació Bernat Metge l'any 1930

Va viatjar per Britànnia i Germània (89), i amb Nerva va ser nomenat consul suffectus (cònsol suplent), dignitat vacant després de la mort de Virgini Ruf, de qui Tàcit va fer el panegíric en el Fòrum. Al 99 va exercir diverses funcions inherents a la seva magistratura de cònsol suplent, i després va abandonar la política i es va dedicar a la compilació de les seves històries.
No se sap quan va morir però va sobreviure Trajà. La majoria de les referències sobre la seva vida provenen de la correspondència que va mantenir amb Plini el jove i dels seus propis escrits.
El seu mètode històric es caracteritza per l'intent d'assolir la imparcialitat. Utilitza com a fonts testimonis orals o escrits als quals però no sempre dona crèdit i així ho fa constar expressament. La seva locució sine ira et studio (sense rancúnia i sense parcialitat) inspira encara avui historiadors i científics, tot i que ell mateix no sempre va respectar aquest principi.

## Biografia
Els detalls sobre la vida personal de Tàcit són escassos. El poc que se sap prové de pistes disperses al llarg de la seva obra, les cartes del seu amic i admirador Plini el Jove i una inscripció trobada a Milas a Cària.
Tàcit va néixer l'any 56 o 57 en una família noble. Es desconeix el lloc i la data del seu naixement, així com el seu praenomen (nom de pila). A les cartes de Sidoni Apol·linar el seu nom és Gaius, però en el manuscrit supervivent principal de la seva obra el seu nom és Publi. El suggeriment d'un erudit sobre el nom de Sextus ha estat en gran part rebutjat.

### Família i primers anys
La majoria de les famílies aristocràtiques més antigues no van poder sobreviure a les proscripcions que van tenir lloc al final de la República, i Tàcit deixa clar que devia el seu rang als emperadors flavis. L'afirmació que descendia d'un llibert es deriva d'un discurs en els seus escrits que afirma que molts senadors i cavallers descendien d'un llibert, però això generalment es discuteix.
En el seu article sobre Tàcit a Pauly-Wissowa, I. Borzsak havia conjecturat que l'historiador estava relacionat amb Publi Clodi Tràsea Petus i la família etrusca de Gens Cecínia, dels quals parlava molt bé. A més, alguns Cecínia posteriors portaven el cognom Tàcit, que també podria indicar algun tipus de relació. S'havia suggerit que la mare de l'historiador era filla d’Aulus Cecina Petus, cònsol sufet del 37, i germana d'Arria, esposa de Tràsea.
El seu pare podria haver estat Corneli Tàcit que va exercir de promagistrat de la Gàl·lia Belga i Germania; Plini el Vell esmenta que Corneli va tenir un fill que va envellir ràpidament, la qual cosa implica una mort prematura.
No s'esmenta que Tàcit patís aquesta condició, però és possible que es refereixi a un germà, si Corneli era realment el seu pare.
L'amistat entre el jove Plini i Tàcit porta uns quants estudiosos a concloure que tots dos eren descendència de famílies provincials riques.
La província del seu naixement segueix sent desconeguda, encara que diverses conjectures suggereixen Gàl·lia Belga, Gàl·lia Narbonesa o el nord d'Itàlia. El seu matrimoni amb la filla del senador narbonenc Gneu Juli Agrícola implica que venia de Gallia Narbonensis. La dedicació de Tàcit a Lucius Fabius Justus al Dialogus pot indicar una connexió amb Hispania, i la seva amistat amb Plini suggereix orígens al nord d'Itàlia.
No hi ha proves, però, que els amics de Plini del nord d'Itàlia coneguessin a Tàcit, ni les cartes de Plini insinuen que els dos homes tinguessin un antecedent comú. Plini Llibre 9, Carta 23, informa que quan li van preguntar si era italià o provincial, va donar una resposta poc clara i, per tant, se li va preguntar si era Tàcit o Plini. Com que Plini era d'Itàlia, alguns dedueixen que Tàcit era de les províncies, probablement de la Gàlia Narbonesa.
La seva ascendència, la seva habilitat en l'oratòria i la seva representació simpàtica dels bàrbars que es van resistir al domini romà (per exemple, Ann.) han portat uns quants a suggerir que era  celta. Aquesta creença prové del fet que els celtes que havien ocupat la Gàl·lia abans de la invasió romana eren famosos per la seva habilitat en l'oratòria i havien estat sotmesos per Roma.

### Vida pública, matrimoni i carrera literària
De jove, Tàcit va estudiar retòrica a Roma per preparar-se per a la carrera de dret i política; com Plini, potser va estudiar amb Quintilià (c. 35 dC – c. 100). L'any 77 o 78, es va casar amb Julia Agricola, filla del general Agricola.
Poc se sap de la seva vida domèstica, excepte que a Tàcit li encantava la caça i l'aire lliure. Va començar la seva carrera (probablement el latus clavus, marca del senador) sota Vespasià (r. 69–79), però va entrar a la vida política com a qüestor l'any 81 o 82 sota Titus.
Va avançar constantment pel cursus honorum, esdevenint pretor l'any 88 i quindecimvir, membre del col·legi sacerdotal a càrrec dels Llibres Sibil·lins i dels Jocs Seculars. Va guanyar elogis com a advocat i com a orador; la seva habilitat per parlar en públic contrapunta irònicament el seu cognomen, Tacitus ('silenciós').

Va servir a les províncies des del c. 89 al c. 93, ja sigui al comandament d'una legió o en un lloc civil. Ell i la seva propietat van sobreviure al regnat de terror de Domicià (81–96), però l'experiència el va deixar cansat i potser avergonyit de la seva pròpia complicitat, inculcant-li l'odi a la tirania evident en les seves obres. L’Agricola, caps. 44 – 45, és il·lustratiu:
| « | Agrícola es va salvar d'aquells anys posteriors durant els quals Domicià, que ara no deixava cap interval de temps ni respiració, però, per dir-ho, amb un cop continu, va drenar la sang vital de la Commonwealth... No va passar gaire temps abans que les nostres mans arrosseguessin Helvidi Prisc a la presó, abans de contemplar les mirades moribundes de Mauricus i Luci Juni Arulè Rústic, abans que ens submergéssim de la sang innocent de Herenni Seneció. Fins i tot Neró va desviar els ulls i no va mirar les atrocitats que va ordenar; amb Domicià era la part principal de les nostres misèries veure i ser vist, saber que els nostres sospirs s'estaven gravant... | » |

 Des del seu escó al Senat, esdevé Cònsol romà l'any 97 durant el regnat de Nerva, sent el primer de la seva família a fer-ho. Durant el seu mandat, va assolir el cim de la seva fama com a orador quan va pronunciar l'oració fúnebre del famós soldat veterà Virgini Rufus.
L'any següent, va escriure i publicar l'Agricola i Germania, presagiant els esforços literaris que l'ocuparia fins a la seva mort.
Després, es va abstenir de la vida pública, però va tornar durant el regnat de Trajà (98–117). L'any 100, ell i el seu amic Plini el Jove van processar  Marius Priscus  (procònsol d'Àfrica) per corrupció. Priscus va ser declarat culpable i enviat a l'exili; Plini va escriure pocs dies després que Tàcit havia parlat amb tota la majestuositat que caracteritza el seu estil habitual d'oratòria.
Va seguir una llarga absència de la política i el dret mentre va escriure les Històries i els Annals. El 112 al 113, va ocupar la màxima governació civil, la de la província romana d’Àsia a l'Anatòlia occidental, registrada a la inscripció trobada a Milasa esmentada més amunt. Un passatge dels Annals fixa el 116 com a terminus post quem de la seva mort, que podria haver estat tan tard com el 125 o fins i tot el 130. Sembla que va sobreviure tant a Plini (mort c. 113) i Trajà (mort el 117).
Encara no se sap si Tàcitus va tenir fills. La Història Augusta informa que l'emperador Marc Claudi Tàcit (r. 275–276) el va reclamar com a avantpassat i va proporcionar la preservació de les seves obres, però aquesta història pot ser fraudulenta, com gran part de la Història d'August.

## Estil literari
Els escrits de Tàcit són coneguts per la seva densa prosa que rarament glosa els fets, en contrast amb l'estil d'uns quants dels seus contemporanis, com Plutarc. Quan escriu sobre una gairebé derrota de l'exèrcit romà a Annals I, 63, ho fa amb una descripció més breu que no pas amb un embelliment.
En la majoria dels seus escrits, manté un ordre narratiu cronològic, només poques vegades esbossa la imatge més gran, deixant que els lectors la construeixin ells mateixos. No obstant això, en els paràgrafs inicials dels Annals, utilitza algunes frases condensades que porten el lector al cor de la història.

### Aproximació a la història
L'estil històric de Tàcit té un cert deute amb Sallusti. La seva historiografia ofereix una visió penetrant, sovint pessimista, de la psicologia de la política de poder, combinant descripcions senzilles d'esdeveniments, lliçons morals i relats dramàtics molt centrats. La declaració del mateix Tàcit sobre el seu enfocament a la història (Anals I, 1) és ben coneguda:
| « | inde consilium mihi... comerciar... sine ira et studio, quorum causas procul habeo. | » |

| « | el meu propòsit és... relacionar... sense ràbia ni zel, motius dels quals estic molt allunyat. | » |

Hi ha hagut molta discussió acadèmica sobre la neutralitat de Tàcit. Al llarg dels seus escrits, està preocupat per l'equilibri de poder entre el Senat i els emperadors, i la creixent corrupció de les classes dirigents de Roma a mesura que s'adaptaven a la riquesa i el poder cada cop més creixents de l'Imperi. Segons Tàcit, els senadors van malbaratar la seva herència cultural, la de la llibertat d'expressió, per aplacar el seu emperador (rarament benigne).

Tàcit va notar la creixent dependència de l'emperador de la bona voluntat dels seus exèrcits. Els Julio-Claudians finalment van donar pas als generals, que van seguir Juli Cèsar (i Sul·la i Pompeu) en reconèixer que el poder militar podria assegurar-los el poder polític a Roma. (Hist. 1.4)
| « | Benvinguda com la mort de Neró havia estat en el primer esclat d'alegria, però no només havia despertat diverses emocions a Roma, entre els senadors, el poble o els soldats de la capital, també havia emocionat totes les legions i els seus generals perquè ara s'havia divulgat aquell secret de l'Imperi, que els emperadors es podien fer en un altre lloc que no fos a Roma. | » |

La carrera política de Tàcit es va viure en gran part sota l'emperador Domicià. La seva experiència de la tirania, la corrupció i la decadència d'aquella època (81-96) pot explicar l'amargor i la ironia de la seva anàlisi política. Ens crida l'atenció sobre els perills del poder sense responsabilitat, l'amor al poder no temperat per principis i l'apatia i la corrupció engendrada per la concentració de la riquesa generada pel comerç i la conquesta per part de l'Imperi.
No obstant això, la imatge que construeix de Tiberi al llarg dels sis primers llibres dels Annals no és ni exclusivament desoladora ni aprovadora: la majoria dels estudiosos consideren la imatge de Tiberi predominantment positiva als primers llibres, i predominantment negativa després de les intrigues de Luci Eli Sejà. L'entrada de Tiberi als primers capítols del primer llibre està dominada per la hipocresia del nou emperador i els seus cortesans. En els llibres posteriors, es fa evident un cert respecte per l'enginy de l'antic emperador en assegurar la seva posició.
En general, Tàcit no té por de lloar i criticar la mateixa persona, sovint assenyalant el que considera que són les seves propietats més admirables i menys admirables. Una de les característiques distintives de Tàcit és abstenir-se de prendre partit de manera concloent a favor o en contra de les persones que descriu, fet que ha portat a alguns a interpretar les seves obres com a suport i refús del sistema imperial (vegeu Estudis tacites, Tacitistes negres contra vermells).

### Prosa
El seu estil llatí és molt lloat. El seu estil, tot i que té grandesa i eloqüència (gràcies a l'educació retòrica de Tàcit), és extremadament concís, fins i tot epigramàtic —les frases són poques vegades fluides o belles, però el seu punt sempre és clar. L'estil ha estat ridiculitzat com a aspre, desagradable i espinós i lloat com a greu, concís i eloqüent.
Un passatge dels Annals 1.1, on Tàcit lamenta l'estat de la historiografia respecte als quatre últims emperadors de la dinastia julioclàudia, il·lustra el seu estil: «Les històries de Tiberi, Gai, Claudi i Neró, mentre van estar al poder, van ser falsificades. a través del terror i després de la seva mort van ser escrites sota la irritació d'un odi recent», o en una traducció paraula per paraula:
| llatí | Traducció |
| --- | --- |
| Tiberiī Gāīque et Claudiī ac Nerōnis rēs flōrentibus ipsīs—ob metum—falsae, postquam occiderant—recentibus ōdiīs—compositae sunt. | Els actes de Tiberi, Gaius i Claudi, així com els actes de Neró mentre floreixen ells mateixos —per por— falsificats, després que van arribar a caure —com a conseqüència de l'odi nou trobat— son relatats. |
| Interpunció i salts de línia afegits per a més claredat.                                                                          | |

En comparació amb el període ciceronià, on les frases solen tenir la longitud d'un paràgraf i construïdes de manera artística amb parelles imbricades de frases sonores curosament combinades, això és breu i conclòs. Però també és molt individual. Observeu les tres maneres diferents de dir i a la primera línia (-que, et, ac), i sobretot la segona i tercera línies coincidents. Són paral·lels en sentit però no en so; els parells de paraules acabades en -entibus... -is es creuen d'una manera que trenca deliberadament les convencions ciceronianes, que, però, caldria conèixer per veure la novetat de l'estil de Tàcit. Alguns lectors, llavors i ara, troben aquesta burla de les seves expectatives simplement irritant. D'altres troben estimulant i intrigant la discòrdia deliberada, jugant contra l'evident paral·lelisme de les dues línies.
Les seves obres històriques se centren en els motius dels personatges, sovint amb una visió penetrant, encara que és qüestionable quina part de la seva visió és correcta i fins a quin punt és convincent només per la seva habilitat retòrica. Està en el seu millor moment quan exposa hipocresia i dissimulació; per exemple, segueix una narració que relata la negativa de Tiberi al títol pater patriae recordant la institució d'una llei que prohibeix qualsevol discurs o escrit traïdor —i els processaments frívols que en van derivar (Annals, 1.72). En un altre lloc (Anals 4.64–66) compara la distribució pública d'alleujament del foc de Tiberi amb el seu fracàs per aturar les perversions i els abusos de la justícia que havia començat. Tot i que aquest tipus de coneixement li ha valgut elogis, també ha estat criticat per ignorar el context més ampli.
Tàcit li deu més, tant en llenguatge com en mètode, a Sallusti, i Ammià Marcel·lí és l'historiador posterior l'obra del qual s'apropa més a ell per estil.

## Obres
Entre els seus escrits històrics cal citar:
- De vita et moribus Iulii Agricolae (Vida de Gneu Juli Agrícola), una biografia del seu sogre Juli Agrícola
- Historiarum libri (Llibre d'Història), relat de l'època entre Galba i Domicià (a la qual després s'havia proposat afegir una continuació amb l'època de Nerva i Trajà, que pel que sembla no es va portar a terme)
- Annales, obra històrica sobre el període comprès entre la mort d'August i la de Neró la qual potser és l'obra més coneguda, ja que en ella s'explica l'origen dels cristians: «El seu nom deriva de Crist, el qual durant l'Imperi de Tiberi havia estat executat per ordre de Ponç Pilat, procurador de Judea» i és considerat una de les proves de l'existència real de Jesús de Natzaret[40]
- Dialogus de oratoribus obra que data de l'any 81 aproximadament i s'hi tracta el tema de l'educació romana i l'oratòria
- Germània (en llatí: De origine et situ Germanorum), monografia etnogràfica de Germània.

## Traduccions en català
- Annals, sis volums traduïts per Miquel Dolç i Ferran Soldevila dins la col·lecció Fundació Bernat Metge.
- Històries, llibres I a V, traduïts per Marià Bassols de Climent i Miquel Dolç dins la col·lecció Fundació Bernat Metge.
- Obres menors: Diàleg dels oradors. Agrícola. Germània, traducció dins la col·lecció Fundació Bernat Metge.
- Vida de Juli Agrícola. Traducció: Xavier Patiño.  Martorell: Adesiara Editorial, 2025, p. 144. ISBN 978-84-19908-20-9.